# Церковь Спиридона Тримифунтского (Ломоносов)
Це́рковь Свято́го Спиридо́на Тримифу́нтского — православный храм в городе Ломоносове. Построен в 1896 году при Офицерской стрелковой школе. Воссоздан в 2008—2016 годах.
Приписан к церкви Рождества Иоанна Предтечи (в посёлке Малая Ижора) Санкт-Петербургской епархии Русской православной церкви.

## История

### Первый храм
Первоначально на этом месте, для расквартированного в Ораниенбауме лейб-гвардии Волынского полка, 2 (14) октября 1838 год была заложена деревянная церковь по проекту Абрама Ивановича Мельникова, выстроенная на казённые средства. Инициаторами постройки храма были великая княгиня Елена Павловна и командир Отдельного Гвардейского корпуса великий князь Михаил Павлович.
В фундамент храма была заложена бумага в стеклянном сосуде, обнаруженная в 1895 году, с текстом: «Волею Ея Императорского Высочества Великой Княгини Елены Павловны и иждивением Его Императорского Высочества Великого Князя Михаила Павловича, Командира Отдельного Гвардейского Корпуса, лета 1838-го Октября 2-го дня, в благочестивое царствование Государя Императора Николая Павловича, заложен сей храм для помещения походной церкви Лейб-гвардии Волынского полка во имя Преподобного Отца нашего Спиридона Чудотворца Епископа Тримифийского. Подписи: Командир Лейб-гвардии Волынского полка, генерал-майор Овандер. Полковой священник Лейб-гвардии Волынского полка, Василий Надеин».
Освящение храма во имя святителя Спиридона Тримифунтского, вероятно, состоялось к 12 (24) декабря 1838 года. Деревянный, крытый железом храм был устроен на кирпичном фундаменте. Длина церкви составляла 26 метров, ширина — 10,5 метров и высота (без купола) — 8,5 метров. Церковь имела небольшую колокольню, над алтарём был установлен железный крест. В храме был установлен походный полковой иконостас.
В 1856 году лейб-гвардии Волынский полк был переведён в Варшаву, церковная утварь была взята полком с собой. Храм был передан лейб-гвардии Учебному сапёрному полубатальону. В 1859 году этот батальон был расформирован, и в течение двух лет никаких воинских подразделений в городе не было, и богослужения совершались причтом придворной Пантелеймоновской церкви.
В 1861 году в Ораниенбаум из Царского Села был переведён Учебный пехотный батальон, командир которого генерал-майор В. В. фон Нетбек частично перестроил храм, несколько расширив его пристройкой двух боковых приделов без алтарей и установив новый трёхъярусный иконостас.
В 1874 году в храме за счёт казны был проведён капитальный ремонт. 14 (28) марта 1882 года вместо Учебного пехотного батальона была создана Офицерская стрелковая школа (открытая 6 [18] февраля 1883 года), к которой и отошла церковь.

### Второй храм

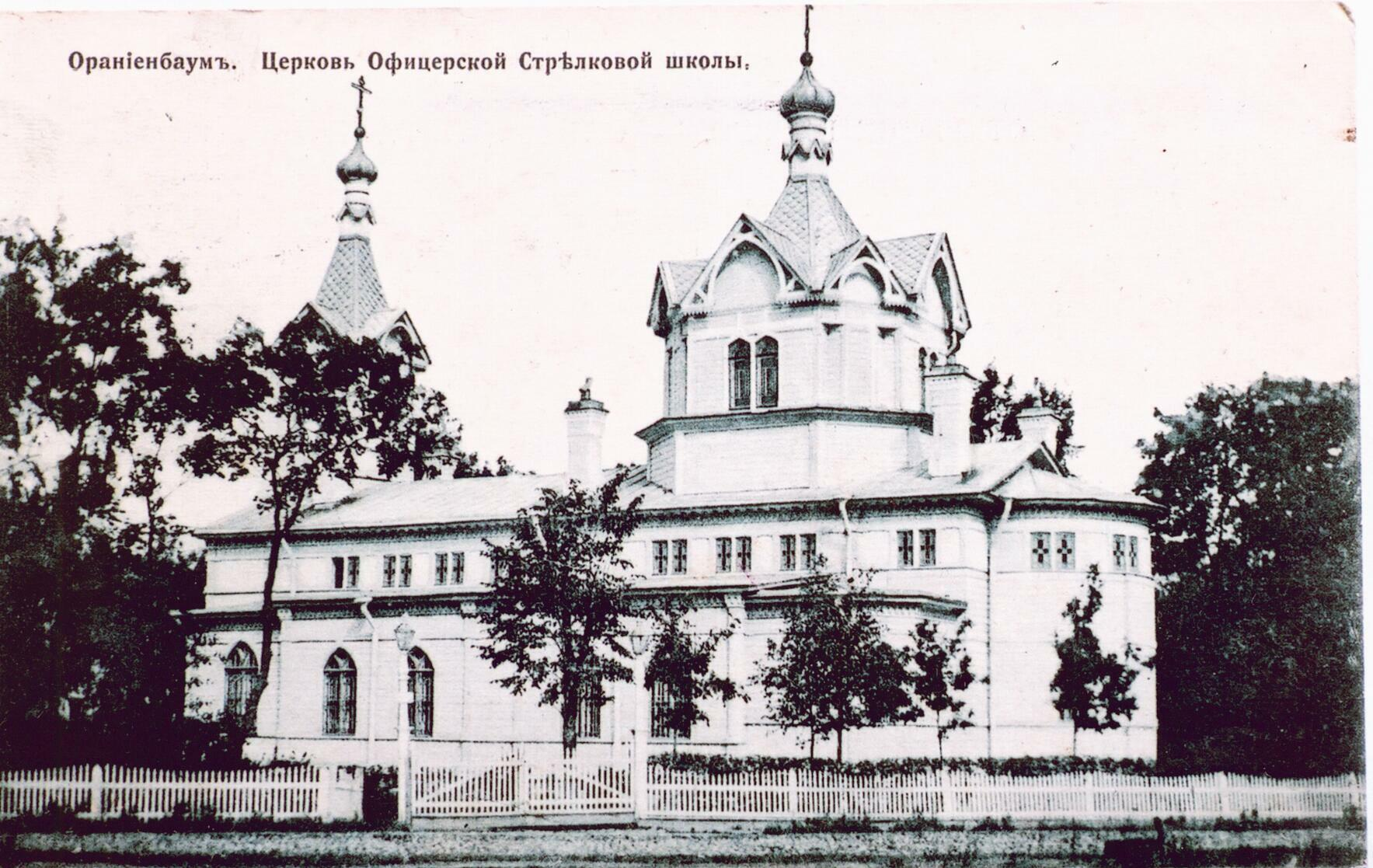
Фото 1900-х годов

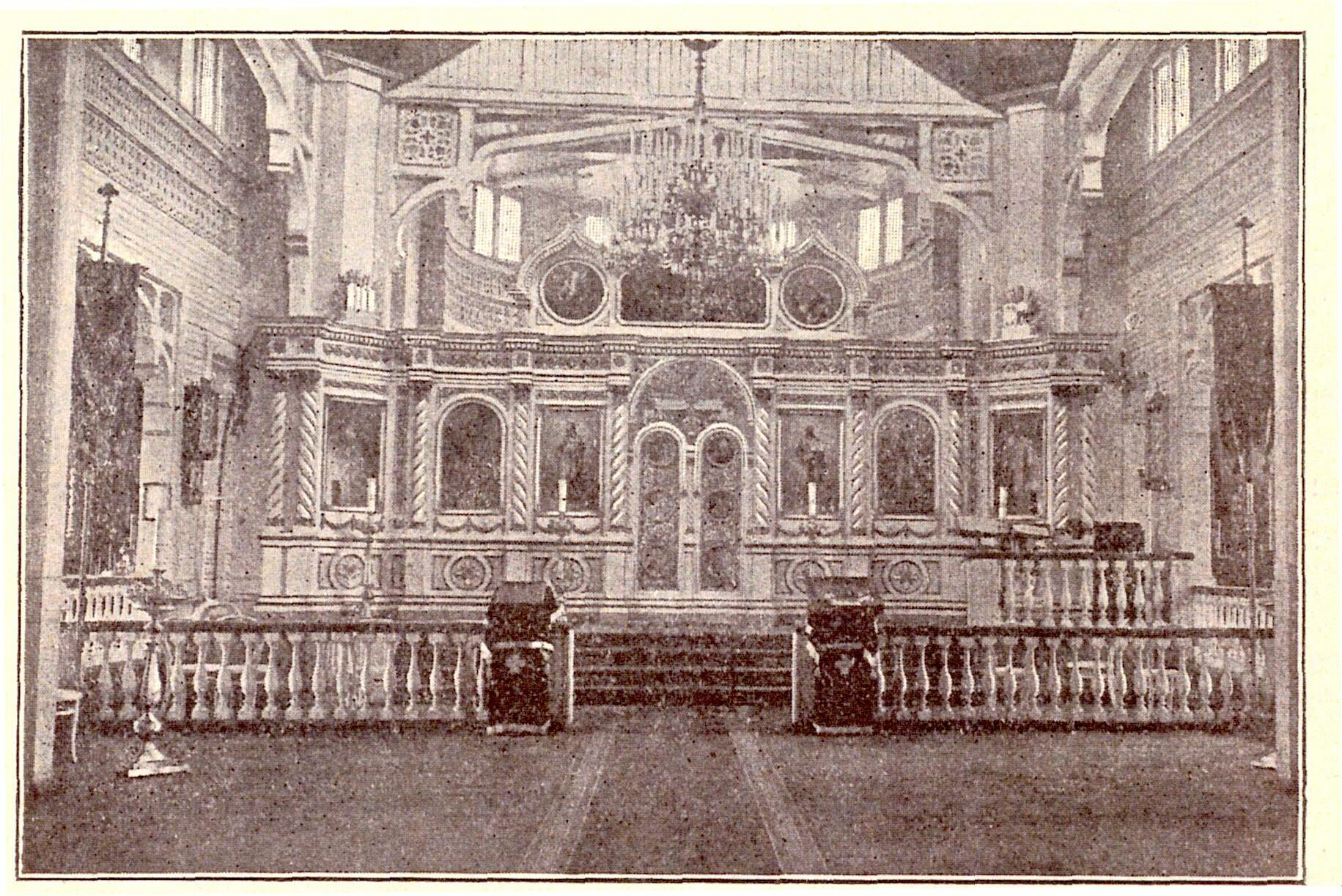
Интерьер храма. Фото 1901 года

Поскольку старый храм за истекшие годы пришёл в ветхость и возникла необходимость в постройке новой, более вместительной церкви, старый храм в октябре 1895 года был полностью разобран, и уже 8 (10) ноября 1895 год на его месте состоялась закладка новой одноимённой церкви, проект которой был разработан военным инженером В. И. Щеголовым. При закладке в стеклянном сосуде вложена была вместе с прежде найденной бумага следующего содержания: «Лета 1895 Ноября 8 дня, в благочестивое царствование Государя Императора Николая Александровича, храм сей во имя преподобного отца нашего Спиридона Чудотворца, Епископа Тримифийскаго, заново перестроен с благословения о. Протопресвитера военного и морского духовенства Александра А. Желобовскаго, попечением г. Начальника Офицерской Стрелковой Школы Генерал-майора Леонтия Васильевича Гапонова и протоиерея Григория П. Лапшина, по плану и под руководством военного инженера Капитана Владимира И. Щеглова, на усердные пожертвования гг. офицеров и нижних чинов Офицерской Стрелковой Школы и прихожан храма сего».
Строительство велось на церковные средства, а также на частные пожертвования и суммы, выделенные Инженерным ведомством.
Торжественное освящение нового храма совершил 27 августа (8 сентября) 1896 года архиепископ Рижский и Митавский Арсений (Брянцев).
В 1900 году в церковной ограде для священника был выстроен одноэтажный деревянный дом.
После 1917 года храм был приписан к Михайловскому собору Ораниенбаума, а с 9 сентября 1921 года — к бывшей дворцовой Пантелемоновской церкви.
В 1930 году церковь была закрыта, обезглавлена и в течение многих десятилетий использовалась не по назначению, в результате чего и пришла к началу 2000-х годов в аварийное состояние.
2 апреля 2002 года в ней возобновились богослужения, продолжавшиеся на протяжении шести лет.
В марте 2008 года из-за полного обветшания храм был полностью разобран с целью последующего восстановления в прежнем виде.

### Новый храм
После разбора старой обветшавшей церкви в 2008 году велись работы по полному её восстановлению на историческом фундаменте в первоначальном историческом облике (каким она была в 1896 году). 28 августа 2016 года в восстановленном храме была проведена первая служба.

## Внутреннее убранство
Одноэтажный деревянный двусветный храм был установлен на гранитном фундаменте, с каменными столбами для поддержки купола. Длина храма 32 м, ширина — 19 м, высота с куполом — 25,5 м.
Внутри потолок и стены храма были оформлены резьбой и окрашены масляной бледно-розовой краской. В парусах купола были помещены иконы евангелистов. В куполе храма над иконостасом находилась большая икона Рождества Христова, пожертвованная Е. А. Мордвиновой.
Иконостас был двухъярусным, белого цвета с вызолоченной резьбой. В боковых вратах иконостаса находились иконы святых архидиаконов Стефана и Филиппа. Храмовая икона святителя Спиридона и образ святителя Николая Чудотворца были взяты из прежнего иконостаса.
Мраморный престол был пожертвован потомственным почётным гражданином И. Г. Холенковым.
К числу особых достопримечательностей храма относились:
- шесть ротных образов, переданных из упразднённого Образцового полка, в серебряных ценных ризах в киотах красного дерева, украшенных вызолоченной резьбой;
- старинная икона Божией Матери «Живоносный источник» в серебряном окладе, поднесённая в дар храму А. П. Таборской, до этого на протяжении 250 лет находившаяся в их семействе и прославленная многочисленными исцелениями.

Кроме того, в храме хранились:
- знамя Образцового полка, присвоенное Офицерской стрелковой школе и выносившееся на все церковные парады;
- грамота на пожалование этого знамени за подписью императора Николая I.
- грамота на пожалование серебряного рожка за Русско-турецкую войну 1877—1878 годов.

## Настоятели
| Настоятели               | Настоятели                                                  |
| Даты                     | Настоятель                                                  |
| ------------------------ | ----------------------------------------------------------- |
| 27 июня 1838— на 1840    | священник Василий Григорьевич Надеин (1800- после 1840)     |
| … — …                    | священник Григорий Юнашенский                               |
| … — …                    | священник Григорий Александрович Рождественский (1822—1896) |
| … — …                    | священник Кандидий Иоаннович Коченовский                    |
| 19 июля 1866 —1889       | протоиерей Евгений Александрович Бриллиантов (1837—1890)    |
| 16 декабря 1889— на 1917 | протоиерей Георгий Петрович Лапшин (1850—…)                 |
| …—после 1916             | священник Иоанн Виноградов                                  |
| …—…                      | …                                                           |
| … — 9 сентября 1921      | протоиерей Иоанн Георгиевич Разумихин (1866—1931)           |
| 9 сентября 1921 — …      | протоиерей Василий Иоаннович Сыренский (1872—1937)          |
| 1932—2002                | период закрытия                                             |
| 2002 — настоящее время   | протоиерей Олег Алексиевич Емельяненко (род. 1964)          |